# Библиотека Саяджи Рао Гаеквад
Библиотека Саяджи Рао Гаеквад, также известная как Центральная библиотека, является главной библиотекой Бенаресского индуистского университета (BHU) в Варанаси, Уттар-Прадеш в Индии. Основанная в 1917 году, она занесена в Исследование рукописей Индии. Нынешнее здание библиотеки было построено в 1941 году по образцу Британского музея по предложению основателя университета пандита Мадана Мохана Малавия после его возвращения с конференции за круглым столом в Лондоне в 1931 году на пожертвование Саяджирао Гаеквада III, махараджи княжества Барода с 1875 по 1939 год, известного созданием библиотек по всему своему государству.
Библиотека также является назначенным «Центром сохранения рукописей» при Национальной миссии по сохранению рукописей, созданной в 2003 году.

## История
Библиотечная система Бенаресского индуистского университета была создана из коллекции, подаренной профессором П.К. Теланг в память о своём отце судье Кашинатхе Тримбаке Теланге в 1917 году. Коллекция была размещена в зале Теланг Центрального индуистского колледжа в Камача. В 1921 году библиотека была переведена в Центральный зал Художественного училища (ныне факультет искусств), а в 1941 г. — в нынешнее здание. Библиотека была основана на пожертвование махараджи Саяджирао Гаеквада III из Бароды по образцу библиотеки Британского музея в Лондоне по предложению пандита Мадана Мохана Малавия, основателя университета.
В 1931 году в библиотеке было собрано около 60 000 томов за счёт пожертвований из различных источников. Тенденция дарения библиотеке личных и семейных коллекций сохранялась вплоть до 1940-х годов, в результате чего в ней сохранились уникальные редкие экземпляры книг и журналов, датируемые XVIII веком; это включает пожертвования личных и семейных коллекций от Лалы Шри Рам из Дели, Джамналала Баджадж из Вардхи, Рормала Гоенка, Батук Натха Шармы, семейной коллекции Тагоров, а также семейной коллекции Джавахарлала Неру.
Библиотечная система Бенаресского индуистского университета состоит из центральной библиотеки во главе и 3 библиотек институтов, 8 библиотек факультетов, 25 библиотек департаментов, с общей коллекцией более 1,3 миллионов томов для обслуживания студентов, преподавателей, исследователей, технического персонала четырнадцати факультетов, состоящих из 126 предметных кафедр университета.
Примерно в 2009 году в библиотеке были созданы оптоволоконные сети, и в мае 2009 года 32 913 книг были доступны в электронной форме, а также появился доступ к 2107 журналам через Интернет. Работа по оцифровке рукописей в Центральной библиотеке была завершена к маю 2010 года, и впоследствии они также стали доступны в Интернете. Позже в том же году, в октябре, в библиотеке был проведён двухдневный национальный семинар на тему «Право на информацию (Right to Information - RTI) и библиотеки».
В октябре 2010 года библиотека совместно с Национальной миссией рукописей в Нью-Дели провела национальный семинар по сохранению рукописей в библиотеке.

## Коллекции
Коллекция рукописей содержит множество древних текстов.